# Lijst van burgemeesters van Cranendonck
Dit is een lijst van burgemeesters van de Nederlandse gemeente Cranendonck in de provincie Noord-Brabant sinds haar stichting in 1997:
| Ambtsperiode                       | Naam burgemeester                                | Partij of stroming | Bijzonderheden |
| ---------------------------------- | ------------------------------------------------ | ------------------ | -------------- |
| 1 januari 1997 - 15 september 2002 | John (J.A.) Jorritsma                            | VVD                |                |
| 15 september 2002 - 15 april 2003  | Nellie (P.H.M.) Jacobs-Aarts                     | CDA                | waarnemend     |
| 15 april 2003 - 1 januari 2012     | Bart (B.P.) Meinema                              | CDA                |                |
| 1 april 2012 - 6 oktober 2017      | Marga (M.M.D.) Vermue-Vermue                     | CDA                |                |
| 6 oktober 2017 - 20 november 2018  | Henri (H.C.R.M.) de Wijkerslooth de Weerdesteijn | VVD                | waarnemend     |
| Sinds 20 november 2018             | Roland (F.A.P.) van Kessel                       | VVD                |                |